# Мочегай (Асекеевский район)
Мочегай — село в Асекеевском районе Оренбургской области. Административный центр Мочегаевского сельсовета.

## География
Село находится на берегу реки Мочегай, на расстоянии примерно 24 км к северо-востоку от села Асекеево, административного центра района.

### Часовой пояс
Село Мочегай, как и вся Оренбургская область, находится в часовой зоне МСК+2. Смещение применяемого времени относительно UTC составляет +5:00.

## Население
| 2010 |
| ---- |
| 246  |

### Национальный состав
Согласно результатам переписи 2002 года, в национальной структуре населения русские составляли 87 % из 352 чел>.